# Хуалалаи (вулкан)
Хуалалаи (или Хуалалай, Улалаи) — спящий вулкан на острове Гавайи, высотой 2523 метра над уровнем моря, последний раз извергался в 1800—1801 годах.

## Описание
Высота вулкана над уровнем моря 2 521 метров. Это третий по активности из пяти вулканов, которые образуют остров Гавайи. Имеет 6 кратеров.
Последнее извержение произошло в 1801 году. Общий объем выхода лавы тогда определяется в величину свыше 300 млн м³.
Хуалалай поднялся над уровнем моря около 300 тысяч лет назад. 
Это самый западный из пяти крупных вулканов, которые образуют острова Гавайи.
Геологического следование показало, что почти на 80 % поверхность вулкана была покрыта потоками лавы излившийся в течение последних 5000 лет, которая полностью состоит из базальта.